# Onzéo
Onzéo est une ancienne chaîne de télévision française consacrée au football ayant émis entre 2006 et 2019.
À son origine, la chaîne diffuse, en différé, des matchs de Ligue 1, de Ligue 2, de Coupe de France ainsi que de Coupe de la Ligue et de Coupes d'Europe.

## Historique
Fondée sous l'impulsion des présidents lensois et stéphanois, Gervais Martel et Bernard Caïazzo, Onzéo commence ses programmes le 26 septembre 2006.
La chaîne est disponible 19 heures sur 24 (de 5 h à minuit) sur Canalsat[réf. souhaitée].
Le projet est principalement développé par Exprim, société de production dirigée par Jean-Michel Roussier.
Ce dernier, débauché par le conseil d'administration de la LFP, devient alors le nouveau DG de la chaîne CFoot.
À la fin de la saison 2011-2012, son unique saison de diffusion, CFoot a été contrainte de cesser d'émettre, subissant ainsi l'arrivée et les investissements massifs en termes d'achat de droits de la chaîne qatarie BeIn Sports. Jean-Michel Roussier, producteur exécutif d'Onzéo, reprend ainsi le contrôle de la chaîne avec pour objectif de réunir le plus de clubs professionnels.
La chaîne quitte les offres Canal et Free le 16 juillet 2019.

### Slogans
Du 26 septembre 2006 au 14 août 2013 : « Et un, et deux, et Onzéo ! »
Du 15 août 2013 au 16 juillet 2019 : « La chaîne au cœur des clubs »

## Identité visuelle

Logo de Onzéo du 26 septembre 2006 au 14 août 2013
Logo de Onzéo à partir du 15 août 2013 au 16 juillet 2019

## Émissions
Total Foot
Le lundi et le vendredi à 18 h 30, Jerrely Rousseau reçoit deux invités pour débattre de l'actualité des championnats français et européens.
Espace Clubs
Du mardi au jeudi à 18 h 30, retrouvez Steeven Devos et plongez dans les coulisses des clubs de Ligue 1 et de Ligue 2 avec des magazines, des reportages ainsi que des interviews en plateau et des duplex exclusifs.
Plein Cadre
Tous les samedis à 18 h 30, découvrez les portraits décalés dans l'intimité des joueurs réalisés par Quentin Francart.

## Données financières
La société a réalisé au 30/06/2018 un chiffre d'affaires de 1 393 700 euros dégageant un résultat net de 24 400 euros.